# Социалистическая партия Молдовы
Социалистическая партия Молдовы (рум. Partidul Socialist din Moldova) — левая политическая партия в Республике Молдова. Основана 11 августа 1992 года. В партию вошли многие бывшие члены Коммунистической партии Молдавии, которая была запрещена в августе 1991 года.

## Руководство
- - Виктор Иванович Морев — председатель Социалистической партии Молдовы
  - Владимир Валерьевич Дорожко — сопредседатель Социалистической партии Молдовы
- Республиканский совет
  - Николай Васильевич Бахеркин
  - Михаил Дмитриевич Березиков
  - Сергей Николаевич Данаил
  - Александр Васильевич Деркач
  - Владимир Валерьевич Дорожко
  - Валерий Яковлевич Егоров
  - Константин Александрович Захаров
  - Михаил Фёдорович Кисиль
  - Николай Валерьевич Коровинский
  - Дмитрий Степанович Кравчик
  - Эдуард Петрович Мазур
  - Андрей Алексеевич Милентий
  - Владимир Васильевич Митител
  - Виктор Иванович Морев
  - Пётр Михайлович Шорников

## Участие в выборах
На парламентских выборах 1994 года Социалистическая партия участвовала в составе блока «Социалистическая партия и движение Unitate-Единство». Блок набрал 22,00 % голосов и 28 мандатов в парламенте Республики Молдова.
На всеобщих местных выборах 16 апреля 1995 года Социалистическая партия участвовала в составе блока «Социалистическая Партия и Движение Unitate-Единство».
- Муниципальные и районные советы — 7,17 % голосов и 82 мандата.
- Городские и сельские советы — 3,83 % голосов и 286 мандата.
- 13 кандидатов блока были избраны примарами.

На парламентских выборах 1998 года Социалистическая партия участвовала в составе блока «Социалистическое единство». Блок набрал 1,83 % голосов и не преодолел избирательный порог в 4 %
Социалистическая партия приняла участие во всеобщих местных выборах 23 мая 1999 года, получив следующие результаты:
- В Mуниципальные советы и советы уездов — 1,51 % голосов и 2 мандата.
- В Городские и сельские советы — 1,59 % голосов и 40 мандатов.
- 5 кандидатов партии были избраны примарами (0,79 %).

На досрочных парламентских выборах 2001 года Социалистическая партия участвовала в составе блока «Альянс Брагиша». Блок набрал 13,36 % голосов и 19 мандатов в парламенте РМ из которых 2 мандата досталось Социалистической партии.
Социалистическая партия Молдовы приняла участие во всеобщих местных выборах 8 июня 2003 года, получив следующие результаты:
- В Mуниципальные и районные советы — 0,20 % голосов.
- В Городские и сельские советы — 0,19 % голосов и 21 мандат.
- 3 кандидата партии были избраны примарами (0,33 %).

На парламентских выборах 2005 года Социалистическая партия участвовала в составе блока «Patria-Родина». Блок набрал 4,97 % голосов и не преодолел избирательный порог в 9 %
На всеобщих местных выборах 3 июня 2007 года Социалистическая партия Молдовы участвовала самостоятельно.
- Городские и сельские советы — 0,18 % голосов и 14 мандатов.

Социалистическая партия Молдовы приняла участие во всеобщих местных выборах 5 июня 2011 года, получив следующие результаты:
- В Mуниципальные и районные советы — 0,01 % голосов.
- В Городские и сельские советы — 0,00 % голосов.
- ни один из кандидатов партии не был избран примаром.

На всеобщих местных выборах 2011 года Социалистическая партия Молдовы выставила своих кандидатов только в Муниципальный совет Бельц (0,24 %) и в сельский совет города Кодры (0,72 %). Сопредседатель СПМ Владимир Дорожко был выдвинут кандидатом на пост примара муниципия Бельцы, но получил только 0,29 % голосов.